# Geschäftsmodelle für Open-Source-Software
Geschäftsmodelle für Open-Source-Software entstehen dadurch, dass Open-Source-Software sowohl als eigenständige Anwendung als auch als Komponente in Nicht-Open-Source-Anwendungen weit verbreitet ist. Kunden können bereit sein, offene Technologien zu kommerziellen Bedingungen zu nutzen (und damit für Open-Source-Software zu bezahlen), wenn ein zusätzlicher Wert geschaffen wird. Dies kann der Fall sein durch angebotenen Rechtsschutz (z. B. Haftungsfreistellung von Urheberrechts- oder Patentverletzungen), professionelle Qualitätssicherung oder professionellen Support/Training/Beratung, die sonst typisch für kommerzielle Software sind. In diesem Fall können Kunden weiterhin von den Vorteilen von Open-Source-Software wie einer feinkörnigen Steuerung und einem fehlenden Lock-in-Effekt profitieren. Open-Source-Software wird weiterhin als Komponente innerhalb von proprietären, kommerziellen Produkten und Dienstleistungen von vielen unabhängigen Softwareanbietern (ISVs), Value-Added-Resellern (VARs) und Hardwareanbietern (OEMs oder ODMs) in Frameworks, Modulen und Bibliotheken verwendet.

## Ansätze
Verbreitete Open-Source-kompatible Geschäftsmodelle sind Dual-Lizenzierung, Software-as-a-Service, der Verkauf von Support zu einem kostenlosen Produkt, Freemium, spendenbasierte Finanzierung und Crowdfunding. Das grundlegende Ziel dieser Geschäftsmodelle ist, die Größe und internationale Reichweite der Open-Source-Community (typischerweise mehr als eine Größenordnung größer als ein entsprechendes Closed-Source-Modell) für ein nachhaltiges kommerzielles Unternehmen zu nutzen. Die überwiegende Mehrheit der kommerziellen Open-Source-Unternehmen hat ein Konversionsverhältnis (gemessen am Prozentsatz der Downloader, die etwas kaufen) von deutlich unter 1 %, sodass kostengünstige und skalierbare Marketing- und Vertriebsfunktionen der Schlüssel zur Rentabilität dieser Unternehmen sind.

### Vertrieb von kommerziellen Diensten
Die Kostendeckung für das Erstellen von Open-Source-Software kann aus dem Verkauf von Dienstleistungen wie Schulungen, technischem Support oder Beratung und nicht aus der Software selbst stammen. Eine weitere Möglichkeit besteht darin, Open-Source-Software nur als Quellcode anzubieten, während ausführbare Binärdateien nur zahlenden Kunden zur Verfügung gestellt werden und damit also den kommerziellen Service der Kompilierung und Paketierung der Software anzubieten. Auch die Bereitstellung von Waren wie physische Installationsmedien (z. B. DVDs) kann eine kommerzielle Dienstleistung sein.
Open-Source-Unternehmen, die dieses Geschäftsmodell erfolgreich einsetzen, sind beispielsweise Red Hat und IBM.

### Verkauf von Markenartikeln
Einige Open-Source-Organisationen wie die Mozilla Foundation und die Wikimedia Foundation verkaufen Markenartikel wie T-Shirts und Kaffeetassen. Dies kann auch als zusätzlicher Service für die Nutzergemeinschaft angesehen werden.

### Verkauf von Zertifikaten und Markenbenutzung
Ein weiterer Finanzierungsansatz stammt von Moodle, einer Community- und Lernplattform. Das Geschäftsmodell basiert auf einem Netzwerk von Vertriebspartnern, die zertifiziert sind und daher berechtigt sind, den Namen und das Logo von Moodle zu verwenden und ihrerseits einen Teil der Einnahmen an den Moodle Trust abzuführen, der die Kernentwicklung finanziert.

### Partnerschaften mit Förderorganisationen
In einigen Fällen entsteht Open-Source-Software durch Partnerschaften mit insbesondere öffentlichen Organisationen. Wenn Regierungen, Universitäten, Unternehmen oder Nichtregierungsorganisationen Software intern entwickeln oder einen Auftragnehmer mit kundenspezifische interne Änderungen beauftragen wird dieser Code häufig unter einer Open-Source-Lizenz freigeben. Einige Unternehmen unterstützen die Entwicklung von Open-Source-Software durch Fördermittel oder Stipendien, wie die 2005 gegründete Google Summer of Code.

### Verkauf von optionalen proprietären Erweiterungen
Einige Unternehmen verkaufen proprietäre, aber optionale Erweiterungen ("Module", "Plugins" oder "Add-ons") zu einem Open-Source-Softwareprodukt. Dieser Ansatz ist eine Variante des Freemium-Geschäftsmodells. Die proprietäre Software kann darauf abzielen, dass Kunden mehr Wert aus ihren Daten, ihrer Infrastruktur oder ihrer Plattform schöpfen können, sie also z. B. effektiver betreiben, besser verwalten oder besser sichern können. Beispiele sind die IBM-eigene Linux-Software, bei der IBM zum Linux-Open-Source-Ökosystem beiträgt, wohingegen IBM Datenbanksoftware, Middleware und andere Software, die auf dem Open-Source-Kern läuft, entwickelt und vertreibt (an zahlende Kunden). Weitere Beispiele für proprietäre Produkte, die auf Open-Source-Software basieren, sind Red Hat Enterprise Linux und Clouderas Apache Hadoop-basierte Software. Einige Unternehmen scheinen einen Teil ihrer finanziellen Gewinne aus dem Verkauf proprietärer Software wieder in die Open-Source-Infrastruktur zu investieren.
Der Ansatz kann problematisch mit vielen Open-Source-Lizenzen sein ("nicht lizenzkonform"), wenn nicht ausreichend sorgfältig vorgegangen wird. So kann beispielsweise das Mischen von proprietärem Code und Open-Source-Lizenzencode in statisch verknüpften Bibliotheken oder das Zusammenführen des gesamten Quellcodes in einem Softwareprodukt gegen Open-Source-Lizenzen verstoßen, während sie bei einer Trennung durch Schnittstellen oder Dynamic-Link-Bibliotheken oft lizenzkonform bleiben.